# Tai Reina Babilonia
Tai Reina Babilonia, née le 22 septembre 1959, est une ancienne patineuse américaine. Son partenaire en couple était Randy Gardner avec lequel elle a été championne du monde en 1979. Favoris des Jeux olympiques de 1980, ils ont dû se retirer à la suite d'une blessure de Gardner.

## Palmarès
Avec son partenaire Randy Gardner
| Compétitions principales    | 1974 | 1975 | 1976 | 1977 | 1978 | 1979 | 1980 |
| Jeux olympiques d'hiver     |      |      | 5e   |      |      |      | F    |
| Championnats du monde       | 10e  | 10e  | 5e   | 3e   | 3e   | 1re  |      |
| Championnats des États-Unis | 2e   | 2e   | 1re  | 1re  | 1re  | 1re  | 1re  |
| Légende : F = Forfait       |      |      |      |      |      |      |      |